# Rafflesia
Rafflesia este un gen de plante dicotiledonate tropicale din Asia de Sud-Est, parazite pe rădăcinile unor arbori, lipsite de clorofilă și sistem radicular și care au un aparat vegetativ foarte mult redus pe care se află o floare gigantică (până la 1 m în diametru) cu miros neplăcut de hoit, care atrage insectele polenizatoare. Au fost denumite în cinstea guvernatorului britanic al Sumatrei, Stamford Raffles (1781-1826), care a descoperit aceste plante.
Cea mai cunoscută specie este rafflesia lui Arnold (Rafflesia arnoldii), care are o floare roșie. Rafflesia lui Arnold are un corp vegetativ (frunzele, tulpina) foarte redus și puțin diferențiat morfoanatomic format dintr-un țesut (pseudomiceliu) nevascularizat care are forma unui cordon, situat sub scoarța și în lemnul rădăcinii plantelor gazde (Cissus), în țesutul cărora trimit haustori cu care extrag substanțele nutritive. La suprafața organului parazitat se formează o floare gigantică, unisexuată, pentameră, cu diametrul de până la 1 m. Floarea masculă are un periant cu 5 foliole mari, de culoarea cărnii, unite la bază. Staminele sunt numeroase și au anterele sudate într-o coloană în jurul unui rest de gineceu steril. Floarea femelă, pe lângă periant posedă 8-10 carpele unite într-un ovar inferior.
Acest gen conține aproximativ 28 de specii (inclusiv 4 specii caracterizate incomplet, descoperite de Willem Meijer în 1997), toate fiind întâlnite în Asia de Sud-Est, în Indonezia, peninsula Malacca, Borneo, Sumatra, Thailanda și Filipine.
Rafflesia arnoldii a fost descoperită în 1818 în selva indoneziană de un ghid local care lucra pentru Dr. Joseph Arnold, și a fost denumită după Sir Thomas Stamford Raffles, conducătorul expediției și Joseph Arnold.

## Clasificare

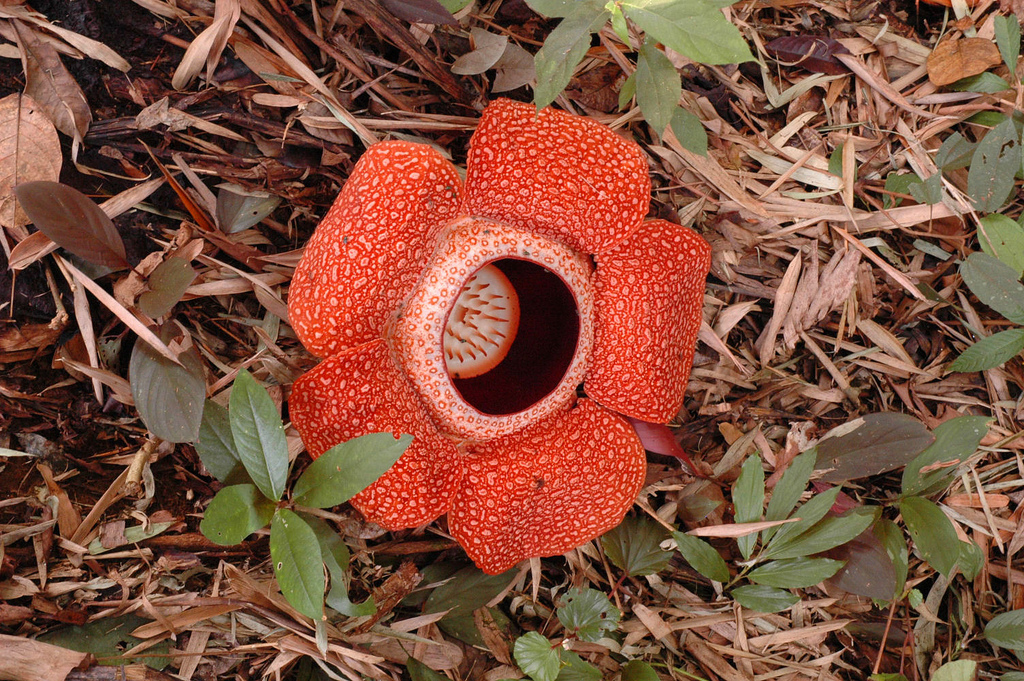
Rafflesia keithii, aproximativ 80 de cm în diametru

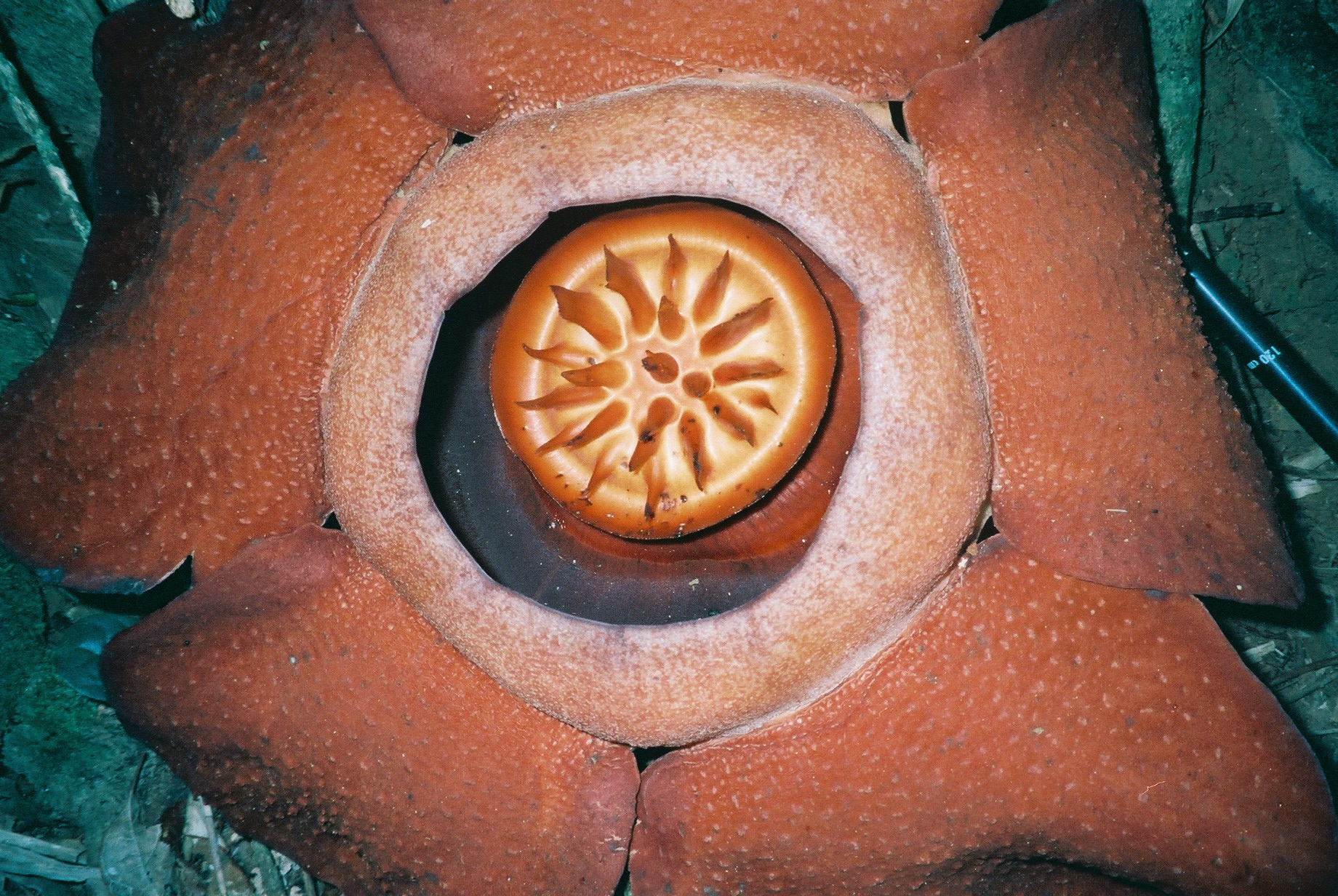
Floarea R. kerrii

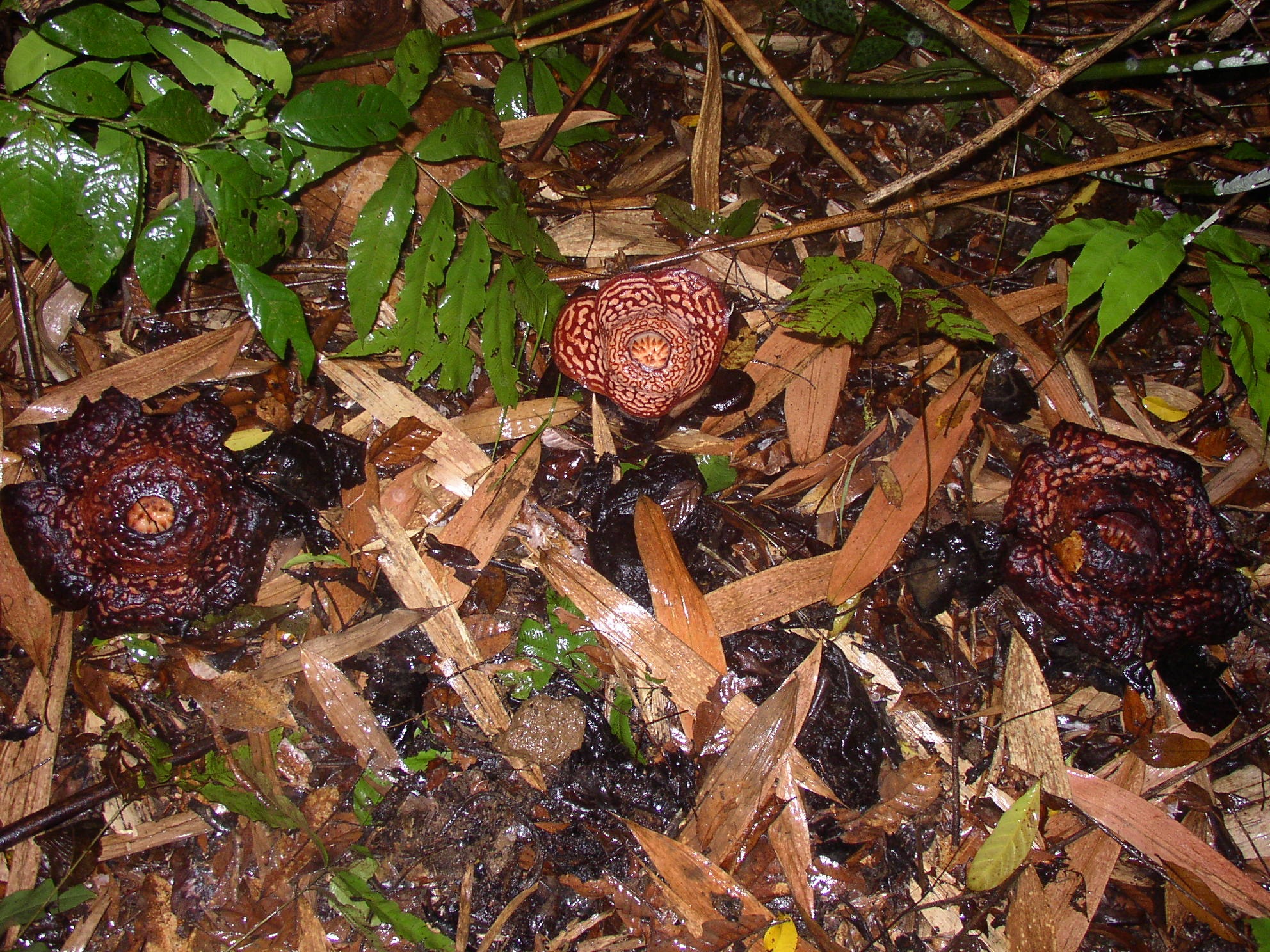
Trei Rafflesia pricei crescând în vecinătatea Muntelui Kinabalu, Sabah, Malaezia

Specii
- Rafflesia arnoldii
- Rafflesia aurantia
- Rafflesia azlanii
- Rafflesia baletei
- Rafflesia bengkuluensis
- Rafflesia cantleyi
- Rafflesia gadutensis
- Rafflesia hasseltii
- Rafflesia keithii
- Rafflesia kerrii
- Rafflesia leonardi
- Rafflesia lobata
- Rafflesia manillana
- Rafflesia micropylora
- Rafflesia mira
- Rafflesia patma
- Rafflesia philippensis
- Rafflesia pricei
- Rafflesia rochussenii
- Rafflesia schadenbergiana
- Rafflesia speciosa
- Rafflesia tengku-adlinii
- Rafflesia tuan-mudae
- Rafflesia verrucosa

Speciii neverificate
- Rafflesia borneensis
- Rafflesia ciliata
- Rafflesia titan
- Rafflesia witkampii

## Galerie

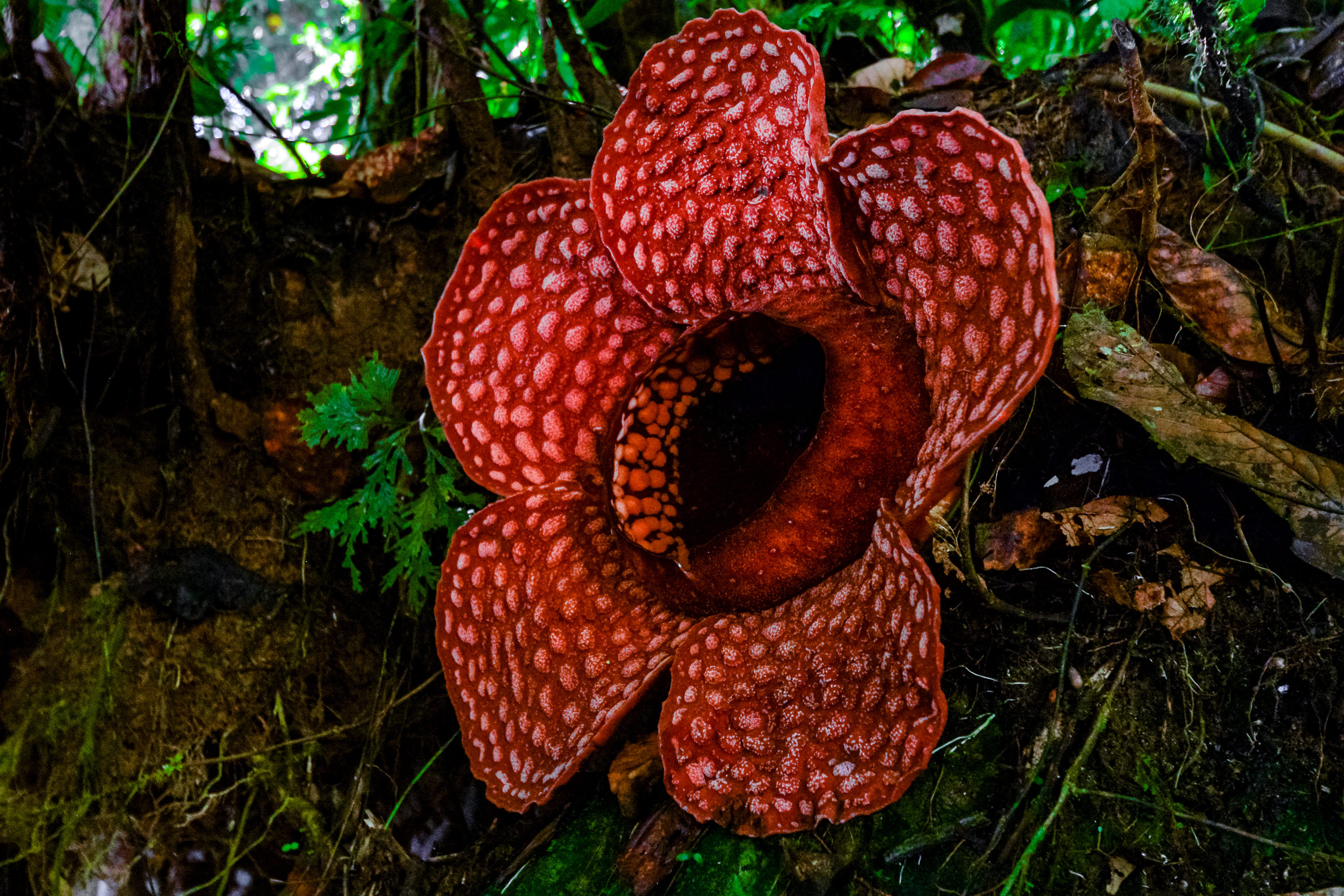
Rafflesia gadutensis
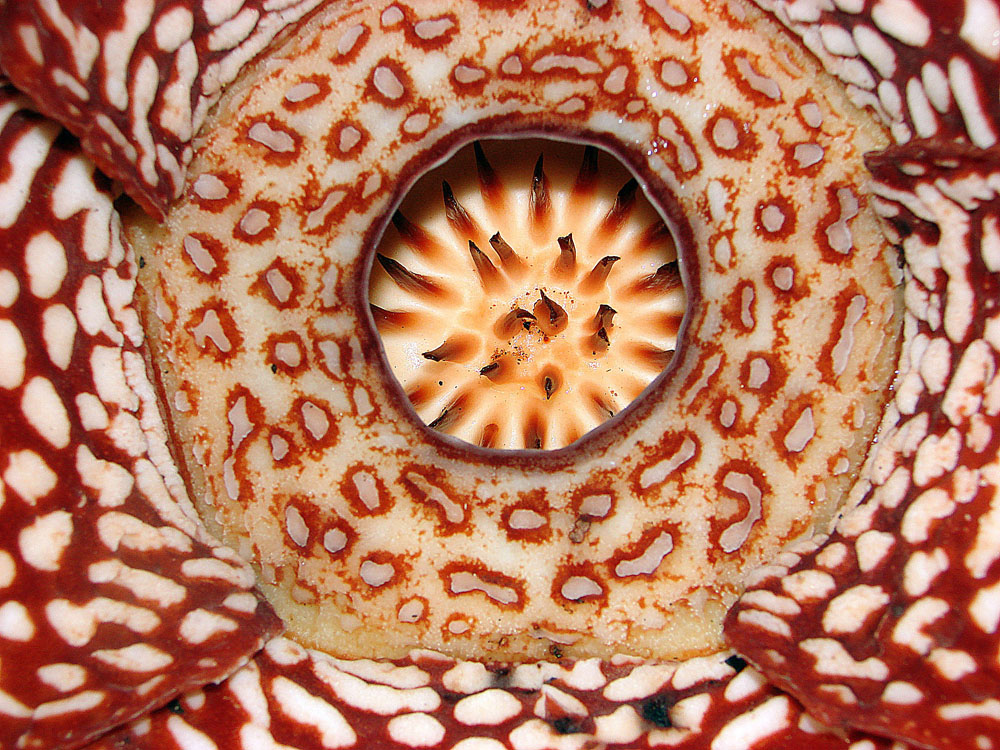
Rafflesia pricei
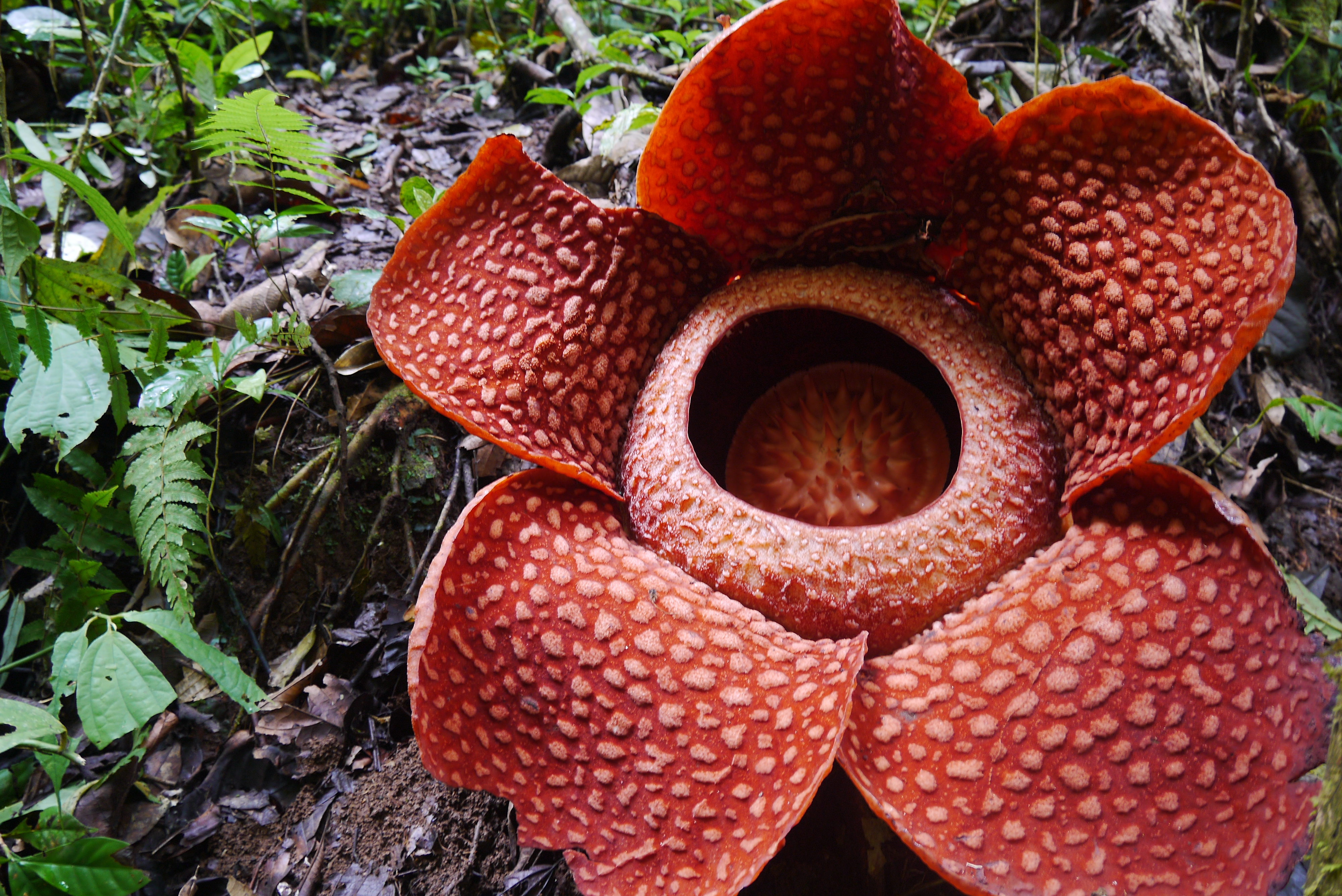
Raflesia arnoldi
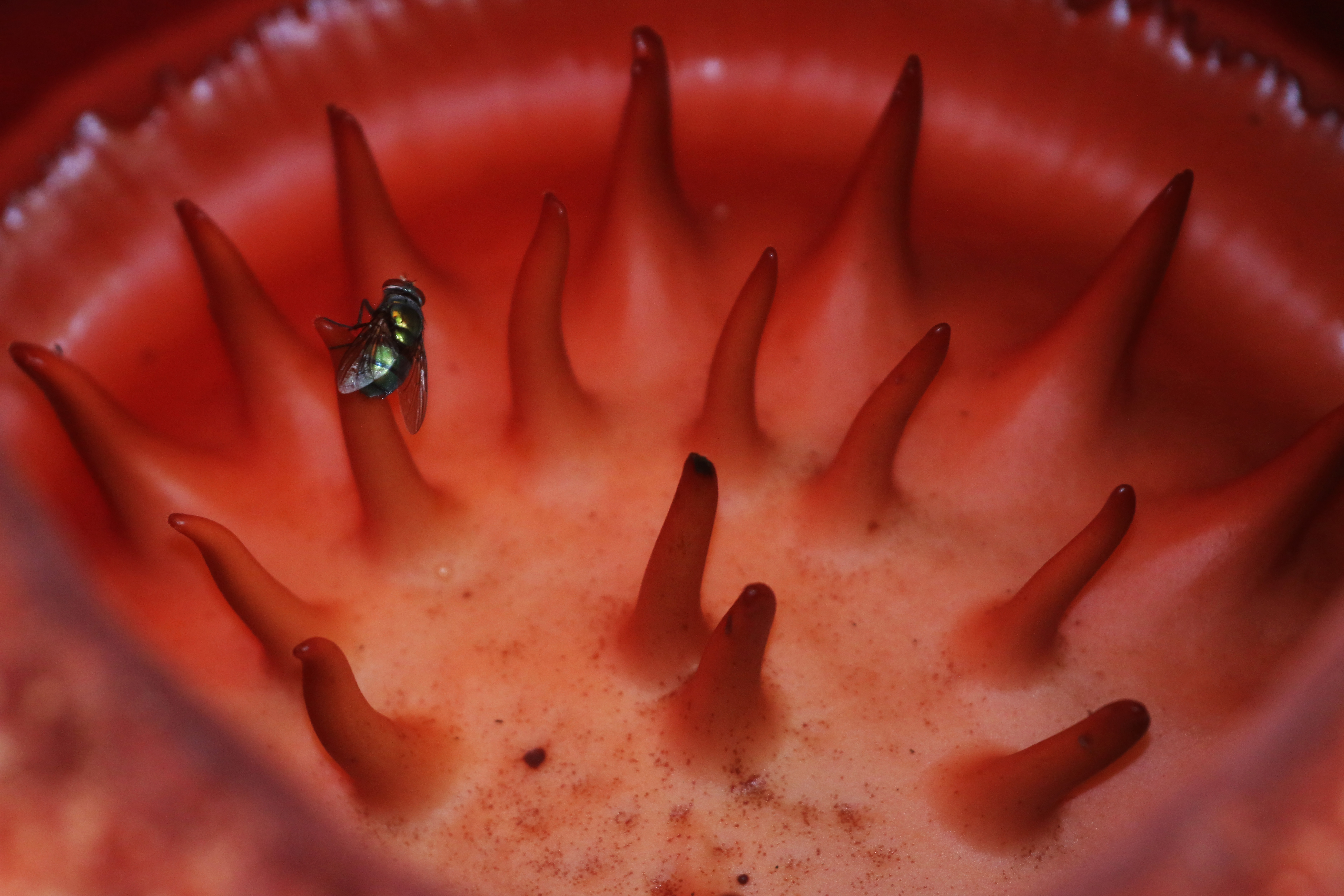
Detaliu Raflesia arnoldi
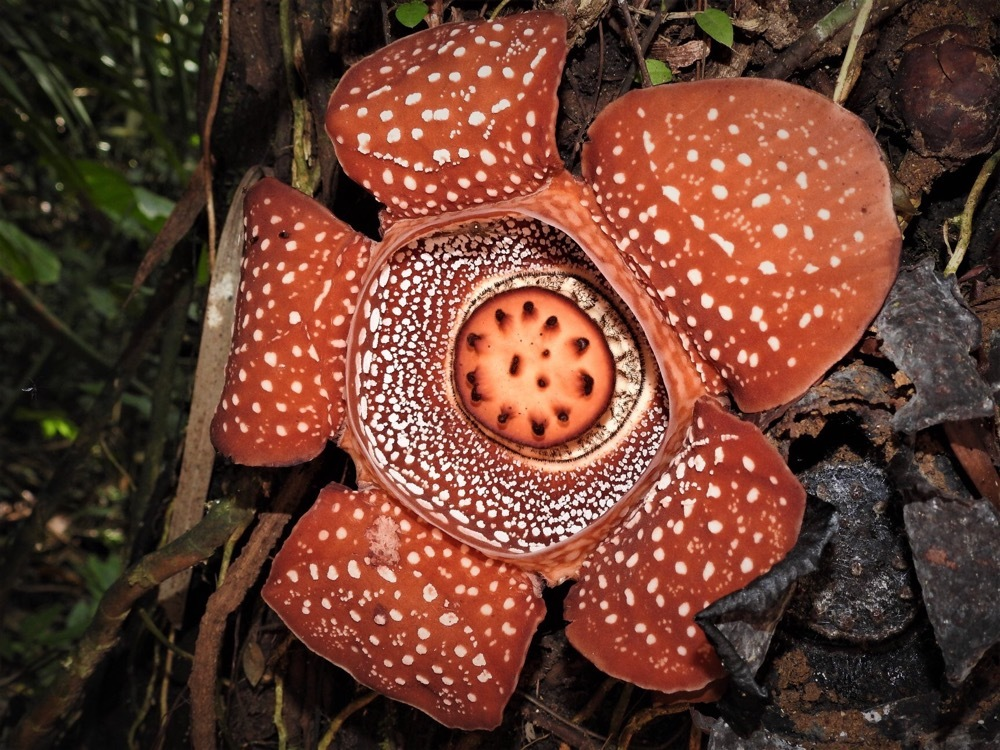
Rafflesia lagascae
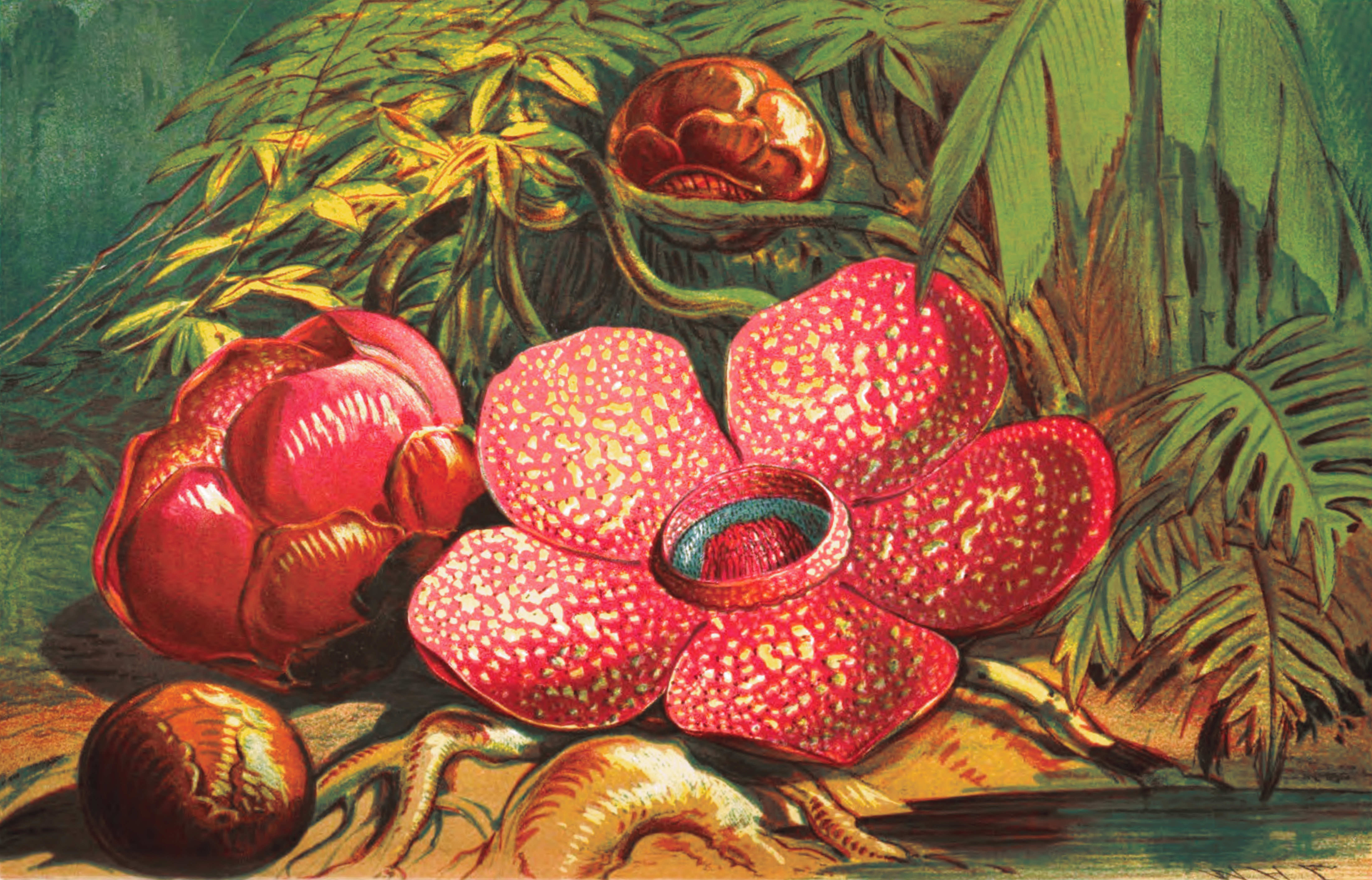
Desen publicat în Nature and Art Vol.I